# Jungermannia udarii
Jungermannia udarii là một loài Rêu trong họ Jungermanniaceae. Loài này được S.C. Srivast. & P. Singh mô tả khoa học đầu tiên năm 1995.